# Gemerská Poloma
Gemerská Poloma é um município da Eslováquia, situado no distrito de Rožňava, na região de Košice. Tem 57,63 km² de área e sua população em 2018 foi estimada em 2.003 habitantes.

## Demografia
| Ano:        | 1994 | 2004   | 2014   | 2024   |
| ----------- | ---- | ------ | ------ | ------ |
| Broj ljudi: | 1963 | 2023   | 2044   | 1885   |
| Razlika:    |      | +3,05% | +1,03% | -7,77% |

| Ano:               | 2023 | 2024   |
| ------------------ | ---- | ------ |
| Número de pessoas: | 1894 | 1885   |
| Diferença:         |      | -0,47% |